# Монтігл (Теннессі)
Монтігл (англ. Monteagle) — місто (англ. town) в США, в округах Ґранді, Меріон і Франклін штату Теннессі. Населення — 1393 особи (2020).

## Географія
Монтігл розташований за координатами 35°13′57″ пн. ш. 85°53′3″ зх. д. / 35.23250° пн. ш. 85.88417° зх. д. (35.232572, -85.884197).  За даними Бюро перепису населення США в 2010 році місто мало площу 22,25 км², з яких 22,14 км² — суходіл та 0,11 км² — водойми.

## Демографія
Згідно з переписом 2010 року, у місті мешкали 1192 особи в 462 домогосподарствах у складі 298 родин. Густота населення становила 54 особи/км².  Було 761 помешкання (34/км²).
Расовий склад населення:
| - 94,5 % — білих - 2,3 % — чорних або афроамериканців - 1,4 % — азіатів - 0,4 % — корінних американців |

До двох чи більше рас належало 1,3 %. Частка іспаномовних становила 0,3 % від усіх жителів.
За віковим діапазоном населення розподілялося таким чином: 17,0 % — особи молодші 18 років, 56,1 % — особи у віці 18—64 років, 26,9 % — особи у віці 65 років та старші. Медіана віку мешканця становила 49,5 року. На 100 осіб жіночої статі у місті припадало 87,1 чоловіків;  на 100 жінок у віці від 18 років та старших — 84,9 чоловіків також старших 18 років.
Середній дохід на одне домашнє господарство  становив 49 777 доларів США (медіана — 39 567), а середній дохід на одну сім'ю — 54 874 долари (медіана — 43 068). За межею бідності перебувало 27,0 % осіб, у тому числі 43,6 % дітей у віці до 18 років та 7,1 % осіб у віці 65 років та старших.
Цивільне працевлаштоване населення становило 532 особи. Основні галузі зайнятості: освіта, охорона здоров'я та соціальна допомога — 40,2 %, мистецтво, розваги та відпочинок — 20,5 %, виробництво — 10,7 %, роздрібна торгівля — 7,3 %.